# Agrupación Deportiva Ceuta
|  | No s'ha de confondre amb Agrupación Deportiva Ceuta Fútbol Club o Asociación Deportiva Ceuta. |

La Agrupación Deportiva Ceuta era un club de futbol d'Espanya de la Ciutat autònoma de Ceuta. Va ser fundat el 1970 i va desaparèixer el 1992.

## Història
L'Agrupació Esportiva Ceuta es funda el 14 de febrer de 1970. Durant la temporada 1969/70 competeixen en el grup VII de Tercera Divisió dos clubs de Ceuta, l'Atlético de Ceuta i la SD Unión África Ceutí, que acaben descendint a Regional. Les directives de tots dos clubs decideixen treballar juntes i funden el AD Ceuta, a partir del Ceutí, mentre l'Atlético continuà existint. En la seva primera temporada de vida el club milita en Tercera Divisió. Disputa el seu primer partit un 6 de setembre de 1970 davant el Racing Portuense amb victòria verat per 2-0. Finalitza aquesta primera temporada en la 6a. posició.
Després d'unes temporades mantenint-se en la categoria sense problemes en la 1973/74 acaba en la 15a posició i es veu obligat a jugar-se la permanència en Tercera davant el SD Compostela en una eliminatòria a anada i volta. Després de perdre el 9 de juny de 1974 a Santiago de Compostel·la per 1-0 remunta en la volta, el 16 de juny, guanyant per 2-0 i manté la categoria.
El 1977 es crea la Segona Divisió B i el AD Ceuta, gràcies al seu subcampionat la temporada anterior en Tercera, participa en la seva primera edició en el grup II. Després de diversos anys intentant l'ascens a Segona Divisió i quedant-se sempre a les portes en la temporada 1979/80 finalitza 2n. del grup i ascendeix a Segona.
La temporada 1980/81 és la seva primera, i única, temporada en Segona Divisió. Debuta en la categoria un 7 de setembre de 1980 a Ceuta amb una gran victòria contra el CD Màlaga per 2-0. El futbolísta Serrán marca el primer gol dels ceutíes en Segona. Malgrat el seu gran debut i a aconseguir victòries contra equips importants com el Reial Oviedo o el Cadis CF descendeix com a cuer amb 29 punts.
En el seu retorn a Segona Divisió B només aconsegueix ser 5º, i a partir d'aquí sempre queda lluny de l'objectiu de tornar a Segona Divisió. La temporada 1982/83 participa en la Copa de la Lliga de Segona B, arribant fins a semifinals. El 1987 la Segona B s'amplia a 4 grups, i d'ascendir dos equips de cada grup passa a ascendir només el campió. Més tard es canvia el format i els 4 primers juguen unes eliminatòries d'ascens. Però el AD Ceuta no és capaç de classificar-se en ningunta temporada. El 1991 després de molts problemes econòmics és descendit a Tercera per no pagar als seus jugadors. Va arribar a estar en el sorteig de la Copa del Rei de la 1991/92, quedant aparellat amb el CD Sant Roque, però no es va presentar a cap partit es va retirar i va desaparèixer.
Evolució dels principals clubs de Ceuta:
- Ceuta Sport Club (1932-1941) → Sociedad Deportiva Ceuta (1941-1956)
- Club Atlético Ceuta (1956–2013) → Agrupación Deportiva Ceuta Fútbol Club (2013–)
- Club Deportivo Imperio de Ceuta (1958–)
- Agrupación Deportiva Ceuta (1969–1991)
- Club Ceutí Atlético (1996–1997)
- Asociación Deportiva Ceuta (1997–2012)

## Escut
L'escut del AD Ceuta era el mateix que l'Escut de Ceuta, compost per un camp de plata, cinc escusones d'atzur, posats en creu, carregats cadascun de cinc besants de plata, col·locats en aspa, i una bordura de gules carregada de set castells d'or, dos en cap, dos en flanc i tres cap a l'punta, tot això rematat amb una corona marquesal.

## Uniforme
- Uniforme titular: Samarreta blanca, pantalons blancs, mitges blanques.
- Uniforme alternatiu: Samarreta verda amb mànigues grises, pantalons negres, mitges negres.

## Dades del club
- Temporades en Primera Divisió: 0
- Temporades en Segona Divisió: 1
- Temporades en Segona Divisió B: 13
- Temporades en Tercera Divisió: 7
- Major golejada aconseguida: 
  - En campionats nacionals: AD Ceuta 8 Balompédica Linense 0
- Major golejada encaixada: 
  - En campionats nacionals: Real Burgos CF 7 AD Ceuta 0
- Millor posat en la lliga: 2n. en Segona Divisió B
- Pitjor posat en la lliga: 20è en Segona Divisió

### Tornejos nacionals
- Subcampió de la Segona Divisió B (2): 1979/80, 1988/89.
- Subcampió de la Tercera Divisió (1): 1976/77.